# Josep Maria Bocabella i Verdaguer
Josep Maria Bocabella i Verdaguer (Sant Cugat del Vallès, 5 d'octubre de 1815 - Barcelona, 22 d'abril de 1892) fou un llibreter i filantrop català. Ideà la construcció del Temple Expiatori de la Sagrada Família.

## Biografia
Bocabella era fill de Llorenç Bocabella i Bunyol i de Francisca de Paula Verdaguer i Bollich. Propietari de l'antiga llibreria religiosa de la vídua Pla, a Barcelona, el 1861 feu un viatge a Roma, fruit del qual adquirí una gran devoció per la figura de sant Josep i es decidí a fomentar els valors de la família cristiana. Per aquesta raó fundà l'Associació de Devots de Sant Josep (1866), que arribà a tenir 600.000 associats, així com la revista El propagador de la devoció a Sant Josep (1866), per a la qual s'inspirà en la revista homònima (Propagateur de la dévotion a Saint Joseph) publicada pel salesià Joseph Huguet a Sainte-Foy de Dijon, a França. La revista tenia una tirada inicial de 25.000 exemplars i actualment encara s'edita amb el nom de Temple. També fundà uns tallers per a obrers i aprenents.
Bocabella ideà la construcció d'un temple catòlic dedicat a la Sagrada Família, per la qual cosa adquirí l'any 1881 un terreny a l'Eixample barceloní, en un lloc conegut com el Poblet, prop del camp de l'Arpa, a Sant Martí de Provençals que li costà 172.000 pessetes (1.034 €). Encarregà el projecte en primer lloc a Francesc de Paula Villar i Lozano, que ideà un conjunt neogòtic, refusant la idea de Bocabella de fer una rèplica de la Santa Casa de Loreto, però el 1883 Villar renuncià a la feina per desavinences amb Joan Martorell i Montells, arquitecte assessor de Bocabella. El projecte s'oferí a Martorell, que el va refusar, i finalment s'oferí a Antoni Gaudí, que convertí l'encàrrec en l'obra de la seva vida.
Josep Maria Bocabella es va casar amb Teresa Puig i Xicola i van tenir una filla, Francesca de Paula Bocabella i Puig, que continuà la feina al capdavant de la impremta i a la Junta Constructora del Temple Expiatori de la Sagrada Família.
Bocabella va morír vidu, de pulmonia, el 1892, i està enterrat a la capella del Sant Crist de la cripta de la Sagrada Família.